# Lepus starcki
Lepus starcki  (лат.) — эндемичный для Эфиопии вид зайцев (некоторыми авторами классифицируется как подвид капского зайца или русака). Видовое название дано в честь немецкого биолога Дитриха Штарка (1908—2001).

## Классификация
Существуют разные точки зрения на классификацию вида. Высказываются мнения, согласно которым это подвид капского зайца или русака, однако многими авторами он признаётся отдельным видом. Ископаемые остатки вида зарегистрированы в плейстоценовых отложениях. Lepus starcki и эфиопский заяц (Lepus fagani) — разные виды.

## Внешний вид
Вид представлен среднего размера зайцами весом 2,5—3 килограмма. Густой мягкий мех на спине окрашен в бурый цвет с чёрными вкраплениями, ближе к хвосту сереет. На груди, боках и лапах мех бурый, на брюхе белый. Хвост в одних популяциях чисто белый, в других имеет чёрную полосу сверху. На ушах мех в основном разных оттенков серого, кончики ушей чёрные, в отличие от всех остальных африканских зайцев. В целом цветовая гамма напоминает европейского русака.

## Ареал и образ жизни
Lepus starcki встречается только в Эфиопии, на территории Эфиопского нагорья (национальный парк Бале). Ареал ограничен высотами от 2140 до 4380 метров над уровнем моря. Типичная среда обитания — горные луга и пустоши афро-альпийского типа. В пределах ареала вид встречается часто (плотность популяции варьирует от 8,5 до 25,4 особей на км²), угрозы существованию вида нет.
Основу диеты зайца составляют однодольные растения (в засушливый сезон доля двудольных возрастает до 12 %). Естественный враг — эфиопский шакал, для которого зайцы представляют один из основных источников питания.